# San Miguel el Pedregal
San Miguel el Pedregal är en ort i Mexiko.   Den ligger i kommunen Epatlán och delstaten Puebla, i den sydöstra delen av landet, 120 km sydost om huvudstaden Mexico City. San Miguel el Pedregal ligger 1 345 meter över havet och antalet invånare är 192.
Terrängen runt San Miguel el Pedregal är lite kuperad. Runt San Miguel el Pedregal är det ganska tätbefolkat, med 155 invånare per kvadratkilometer. Närmaste större samhälle är Izúcar de Matamoros, 7,5 km väster om San Miguel el Pedregal. I omgivningarna runt San Miguel el Pedregal växer huvudsakligen savannskog.